# Les Musigny
Les Musigny is de naam van een grand cru wijngaard met een oppervlakte van 10,86 hectare in Chambolle-Musigny in de Côte de Nuits (Bourgogne). De ligging in het dorp kan op deze kaart[dode link] worden bekeken. De gemiddelde opbrengst is 300 hectoliter (39.600 flessen) per jaar.
Les Musigny behoort tot de beste wijngaarden van de Côte-d'Or, een van een handvol met daarin Chambertin, Clos-de-Bèze, La Romanée, La Tâche, La Romanée-Conti en (voor wit) Le Montrachet. Les Musigny wordt een "vrouwelijke wijn" genoemd, maar in de woorden van Hugh Johnson: "De glorie van Musigny is dat zijn onmiskenbare kracht vaak gehuld gaat in een onvergetelijk delicaat parfum en een unieke sensuele smaak. Een grote Musigny ontvouwt in geur en smaak wat zo treffend wordt omschreven als een 'pauwenstaart' die in steeds schitterender rijkdom uitwaaiert... wie hem 'vrouwelijk' noemde moet groot respect voor vrouwen hebben gehad". Pierre Léon-Gauthier noemde de wijn "meer dan een vorst in het koninklijk huis van de Bourgogne", maar Clive Coates stelt: "Dit is de majesteit zelf. In termen van textuur en karakter valt eerder te denken aan de koningin dan de koning, de andere wijngaarden mogen strijden om de eer de partner te zijn..."
De wijngaard bestaat sinds mensenheugenis uit twee delen, onderverdeeld door een pad. Het noordelijke deel, iets meer dan de helft van het totaal, is Grand-Musigny of eenvoudig Musigny. Het zuidelijke deel is (meervoud) Les Petits-Musigny. De naam zou kunnen veronderstellen dat dit laatste van mindere kwaliteit is, maar het tegendeel is waar: dit is het beste deel van de wijngaard en geheel in handen van het Domaine Comte Georges de Vogüé.
In de dagen van Jean Lavallé waren de twee wijngaarden samen 10,05 ha groot. In 1929 werd een deel van de premier cru "La Combe d'Orveau" bij het zuidelijke deel van de wijngaard getrokken, waarmee de wijngaard 61 a groter werd. In 1989 werd nog eens 15,3 a bij de wijngaard gevoegd, ditmaal aan de noordkant. Een fraaie negentiende-eeuwse kaart van de wijngaard kan op deze pagina worden bekeken.
De wijngaard ligt tussen 260 en 300 meter hoog, de hellingshoek schommelt tussen 8 en 14 procent. De bodem bestaat uit midden-Bathonische oöliet aan de bovenkant, maar beneden meer Comblanchien kalksteengruis. De grond is heel anders dan die van de grand crus van Morey en Gevrey en zelfs dan Bonnes-Mares en de rest van Chambolle-Musigny. De bodem bevat een soort rode klei die nergens anders wordt aangetroffen. En er is een hoog gehalte van actieve kalksteen.
Tijdens de Middeleeuwen was de wijngaard in handen van de Kerk, maar nooit samengevoegd met (de aangrenzende) Clos-de-Vougeot. De wijngaard werd ook nooit ommuurd en daardoor in de zeventiende en achttiende eeuw verdeeld onder diverse eigenaars. In die tijd werd ook de familie Bouhiers (mede)eigenaar van de wijngaard; zij zijn de erflaters van de belangrijkste huidige eigenaren, de familie De Vogüé. Hun eigendom van belangrijke wijnstokken in de Bourgogne behoort tot de best gedocumenteerde. Naast het relatief grote aandeel in de wijngaard dat zij hebben aangeplant met pinot noir hebben zij ook hardnekkig een deel beplant met chardonnay. Tot voor kort was het gebruikelijk de rode wijn van pinot noir te mengen met 5 tot 10 procent chardonnay om de wijn wat extra zuren te geven en te verzachten. Momenteel houdt De Vogüé de wijn van de chardonnay apart en maakt van deze wijn, afkomstig van een klein stukje land, nog geen derde hectare, een witte wijn. Want naast Corton is Musigny de enige grand cru die zowel rood als wit kan zijn. In 1995 werden de wijnstokken voor de chardonnay gerooid en opnieuw geplant. Daarom werd de witte wijn tussen 1995 en 2015 uitgebracht onder de appellation Bourgogne (blanc); tussen de grand cru en de Bourgogne tout cour is namelijk geen enkele andere appellation voor witte wijn in dit dorp (de rode wijn kent als tussenstappen nog Chambolle-Musigny premier cru of Chambolle-Musigny).
Net als zoveel andere (top)wijngaarden in Bourgogne is deze eigendom van diverse domeinen:
- Comtes de Vogüé (7,14 ha)
- Mugnier (1,14 ha)
- Jacques Prieur (77 a)
- Joseph Drouhin (67 a)
- Domaine Leroy (27 a)
- Deschamps/Ponelle (21 a)
- Louis Jadot (17 a)
- Moine-Hudelot (12 a)
- Georges Roumier (10 a)
- Joseph Faiveley (3 a)